# Biserica „Nașterea Maicii Domnului” din Sinești
Biserica „Nașterea Maicii Domnului” este o biserică amplasată în Sinești, raionul Ungheni, Republica Moldova. Este un monument arhitectural de importanță națională inclus în Registrul monumentelor Republicii Moldova ocrotite de stat cu nr. 1701 (raionul Ungheni). Datează din 1882.